# دواس باراس
دواس باراس (به پرتغالی: Duas Barras) یک منطقهٔ مسکونی در برزیل است که در ریو دو ژانیرو واقع شده‌است. دواس باراس ۳۷۵٫۲۳۸ کیلومتر مربع مساحت و ۱۱٬۵۲۸ نفر جمعیت دارد و ۵۳۰ متر بالاتر از سطح دریا واقع شده‌است.